# Platylabus odiosus
Platylabus odiosus ist eine Schlupfwespe aus der Unterfamilie der Ichneumoninae. Die Art wurde von dem englischen Entomologen John Frederick Perkins im Jahr 1953 erstbeschrieben. Typlokalität ist Newton Abbot in der Grafschaft Devon.
Das lateinische Art-Epitheton odiosus bedeutet in etwa „lästig“ oder „unangenehm“.

## Merkmale
Die überwiegend schwarz gefärbten Schlupfwespen sind 8–9 mm lang. Die Schläfen sind nach hinten rundlich verengt.
Für die Weibchen gilt: Die Fühlergeißel besteht aus 35–40 Gliedern. Hinter der Mitte sind die Fühler nur leicht verbreitert. Die Geißelglieder 9–12 sind gewöhnlich weißlich gefärbt. Die vorderen Augenränder (Frontorbite), manchmal auch die äußeren Orbite, die Wangenspitze, die Spitze des Scutellums sowie häufig das Postscutellum sind weißlich gefärbt. Das zweite Tergit kann einen schmalen rötlichen apikalen Rand aufweisen. Die Coxae und Trochantere sind schwarz, die Beine überwiegend rot gefärbt. Die hinteren Femora können am apikalen Ende verdunkelt sein. Die apikalen zwei Drittel der hinteren Tibien sind schwarz. Die Glieder der hinteren Tarsen sind basal mehr oder weniger rötlich gefärbt, ansonsten schwarz. Die Vorderflügel weisen eine artspezifische Flügeladerung mit einem viereckigen Areolet (innere Zelle) auf. Das Pterostigma ist dunkelbraun bis schwarz gefärbt.
Für die Männchen gilt: Die schwarzen Fühler besitzen eine aus 36–39 Gliedern bestehende Geißel. Die breitesten Glieder sind quadratisch. Die Fühler weisen keine Tyloide auf. Die Frontal- und Gesichtsorbite sind bis zur Mandibelbasis weißlich gefärbt. Außerdem sind die Mandibeln außer den Zähnen, das Labrum, die äußeren Orbite sowie die Spitze des Scutellums weißlich gefärbt. Die vorderen und mittleren Coxae sind manchmal gelb gefleckt. Das Pterostigma ist bei den Männchen braun bis braunschwarz gefärbt.

## Verbreitung
Die Art ist in der westlichen Paläarktis verbreitet. Funde gibt es aus England, aus Skandinavien (Norwegen, Schweden, Finnland), aus Mittel- und Osteuropa und von Korsika. Im Osten reichen die Funde bis in die Ukraine und nach Kleinasien.

## Lebensweise
Die Schlupfwespen beobachtet man gewöhnlich von Mai bis Oktober. Platylabus odiosus ist ein koinobionter Endoparasitoid  von Raupen verschiedener Spanner (Geometridae).
Als Wirtsarten sind bekannt:
- Schwarzbinden-Rosen-Blattspanner (Anticlea derivata)
- Rotbinden-Blattspanner (Catarhoe rubidata)
- Violettbrauner Rosen-Blattspanner (Earophila badiata)

Die Überwinterung findet in der Wirtslarve oder -puppe statt.

## Galerie

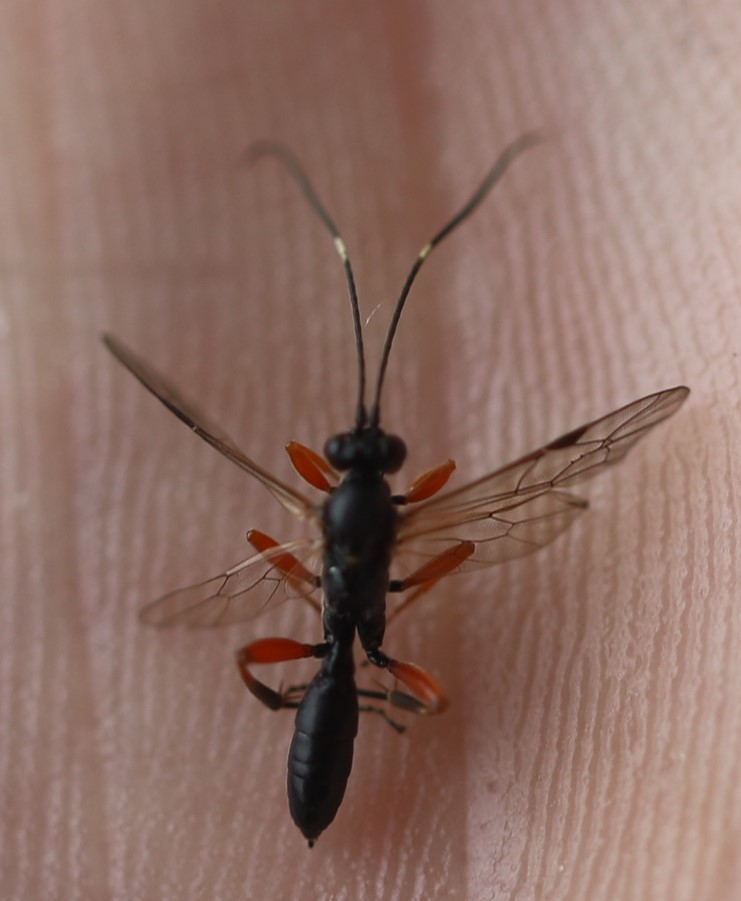
Dorsalansicht
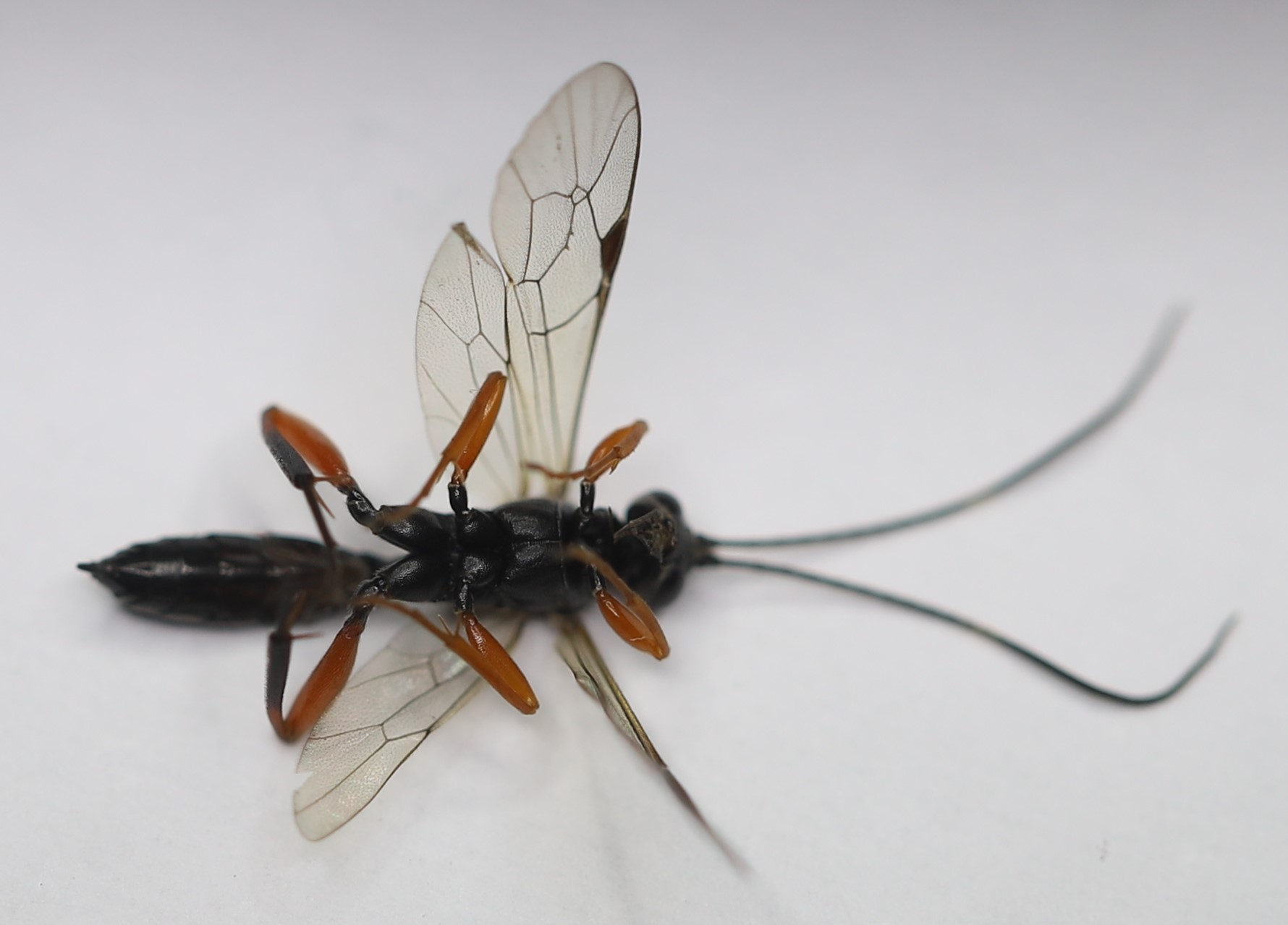
Ventralansicht
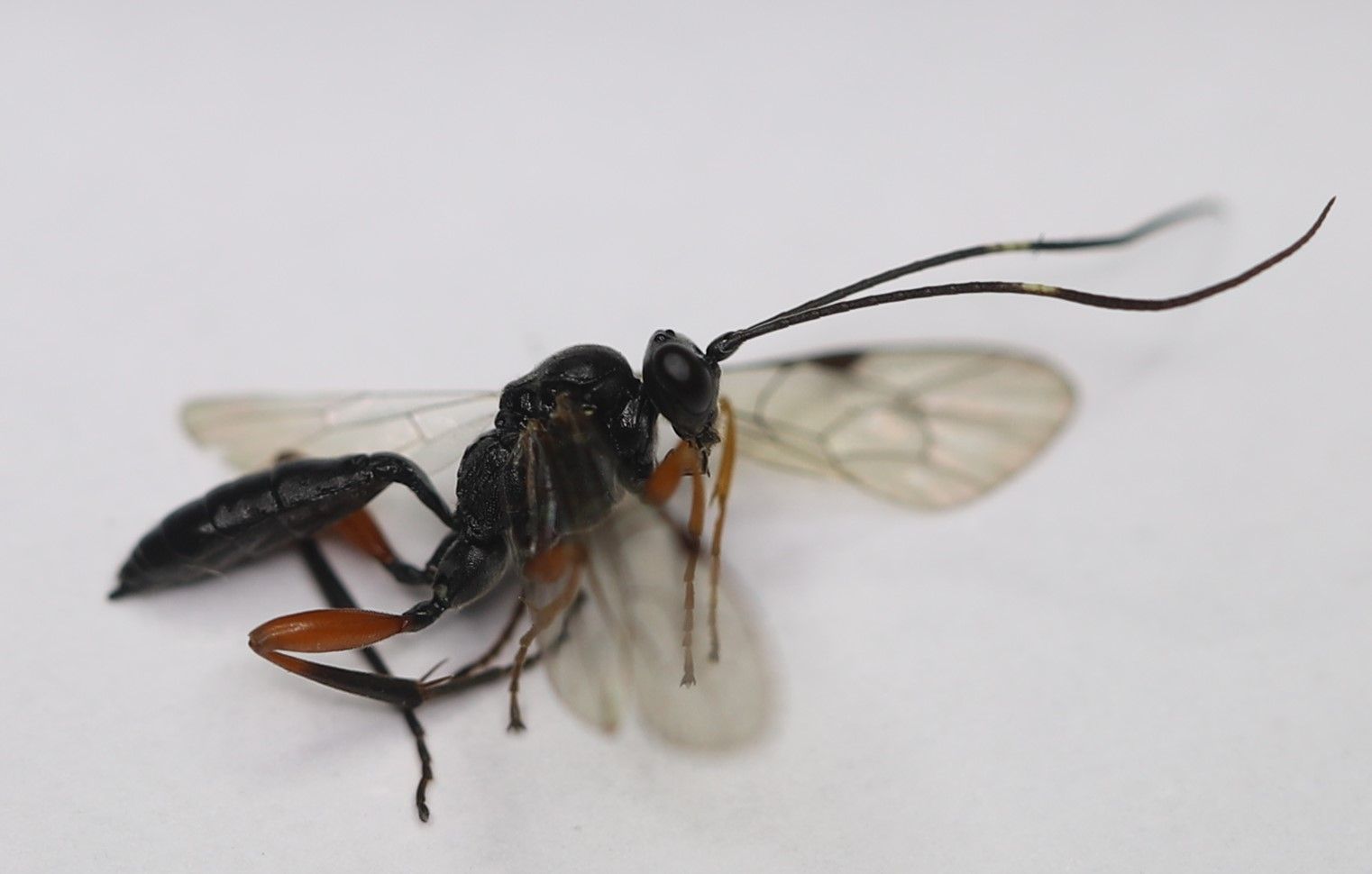
Seitenansicht
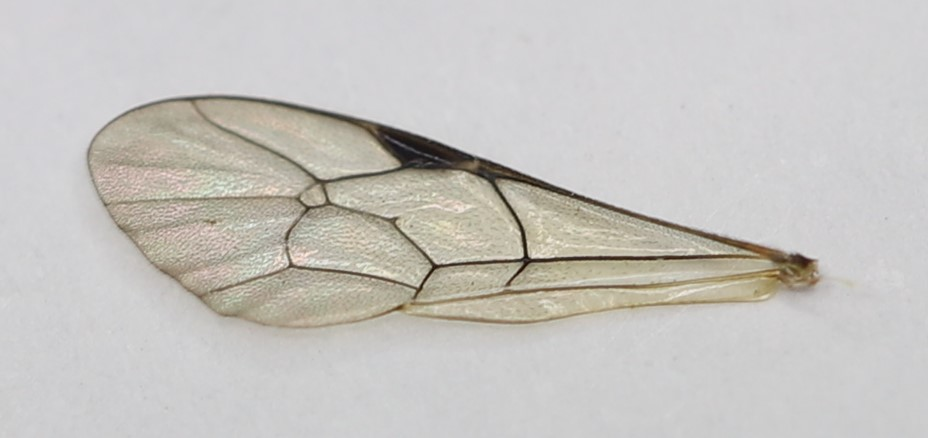
Vorderflügel
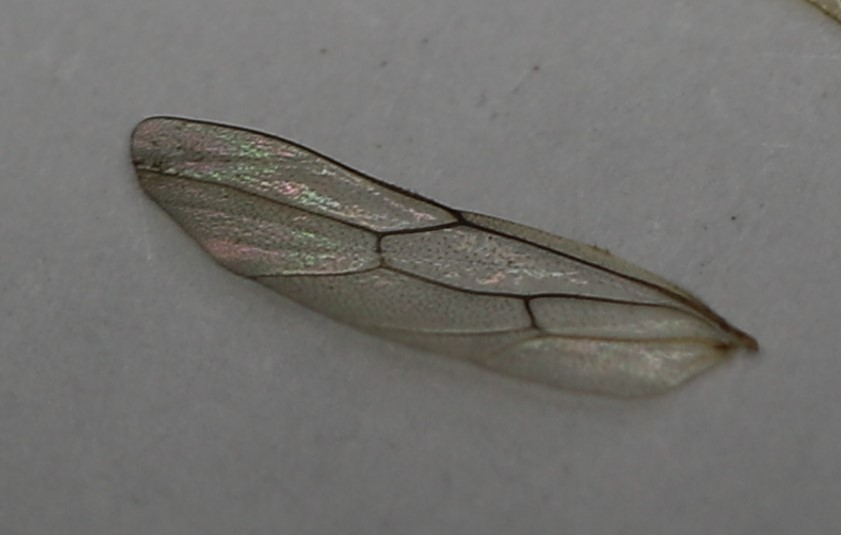
Hinterflügel